# Jaime Ramos Hernández
Jaime Ramos Hernández (Madrid, 9 de gener de 1973) és un futbolista madrileny, que ocupa la posició de migcampista.

## Trajectòria
Comença a destacar al modest equip de l'Aranjuez. El 1994 fitxa pel Getafe CF, amb qui debuta a la Segona Divisió. Després de dos anys en aquest club, quan el Getafe descendeix a Segona B el 1996, el migcampista marxa al conjunt veí del CD Leganés, on durant tres temporades serà titular amb els pepineros.
L'estiu de 1999 fitxa pel Vila-real CF. Els valencians acabaven de baixar de primera divisió. Eixe any, el migcampista és titular i disputa 36 partits. El Vila-real hi retorna a la màxima categoria, però, ja a primera divisió, el madrileny perd la condició de titular i només hi disputa nou partits, marcant un gol.
A l'any següent retorna a la categoria d'argent quan fitxa pel Real Múrcia. Amb els grana no aconsegueix un lloc titular. El 2003, el Múrcia aconsegueix l'ascens a Primera, però el migcampista no té continuïtat i recala a la UD Almeria. A l'equip andalús hi recupera el lloc a l'onze inicial durant la primera i la segona campanya, però a la tercera, la 05/06, serà suplent.
A partir del 2006, la carrera del migcampista prossegueix per equips més modestos, com l'Écija (06/08), la UE Alzira (08/09) i el CD San Fernando de Henares (09/...). En total, ha sumat 318 partits a la Segona Divisió.